# Simon J. Berger
Simon Jönsson Berger (født 1. juni 1979) er en svensk skuespiller. Han er uddannet fra Teaterhögskolan i Malmö, som han dimitterede fra i 2007.
Berger har medvirket i flere film og tv-serier serier såsom Call Girl (2012), Tør aldrig tårer uden handsker, Beck, Modus og Margrete den Første (2021). Han har desuden medvirket i serien Exit - de norske milliardærer, hvor han i 2020 blev nomineret til Gullruten for bedste skuespiller.

## Udvalgt filmografi
- Upp till kamp (tv-serie, 2007)
- Istället för Abrakadabra (kortfilm, 2008)
- Wallander (tv-serie, 2010)
- Beyond (2010)
- Vores venners liv (tv-serie, 2010)
- Call Girl (2012)
- Tør aldrig tårer bort uden handsker (tv-serie, 2012)
- Rum 301 (kortfilm, 2013)
- Lamento (2014)
- Jönssonligan - Den perfekta stöten (2015)
- De nærmeste (2015)
- Modus (tv-serie, 2015-2017)
- Beck (tv-serie, 2016)
- Initiativet (tv-serie, 2016)
- Skipper (kortfilm, 2018)
- Conspiracy of Silence (tv-serie, 2018)
- Exit - de norske milliardærer (tv-serie, 2019-2023)
- Hidden - Den Førstefødte (tv-serie, 2019)
- Box 21 (tv-serie, 2020)
- Jægerne (tv-serie, 2021)
- Margrete den Første (2021)
- A Sunday in Portsmouth (kortfilm, 2021)
- Mini-Zlatan og onkel Tommy (2022)
- Kenny Starfighter (tv-serie, 2022)
- Sensommerjagt (tv-serie, 2023)
- Historien om Sverige (tv-serie, 2023-2024, kun stemme)